# 亀が洞
亀が洞（かめがほら）は、愛知県名古屋市緑区の町名。現行行政地名は亀が洞一丁目から亀が洞三丁目。住居表示未実施。

## 地理
名古屋市緑区の北東部に位置し、東は鏡田・兵庫、西と南は鶴が沢、北は熊の前に接する。

### 河川
- 扇川

## 歴史

### 町名の由来
鳴海町の小字名「亀ヶ洞」による。字名「亀ヶ洞」は、明治初年の字名整理の際に隣接する鶴が沢の「鶴」の字に対応して「亀」の字を採用したのだという。また「洞」とは水の少ない奥深い谷の意であるという。

### 沿革
- 2002年（平成14年）8月24日 - 以下の通り、緑区亀が洞一～三丁目が成立[1]。
  - 一丁目 - 鳴海町（字亀ヶ洞・熊ノ前・徳重）および鶴が沢一丁目の各一部
  - 二丁目 - 鳴海町（字鏡田・亀ヶ洞）の一部
  - 三丁目 - 鳴海町（字鏡田・亀ヶ洞・兵庫）の一部

## 世帯数と人口
2019年（平成31年）3月1日現在の世帯数と人口は以下の通りである。
| 丁目         | 世帯数    | 人口    |
| ------------ | --------- | ------- |
| 亀が洞一丁目 | 546世帯   | 1,348人 |
| 亀が洞二丁目 | 454世帯   | 1,154人 |
| 亀が洞三丁目 | 455世帯   | 1,258人 |
| 計           | 1,455世帯 | 3,760人 |

### 人口の変遷
国勢調査による人口の推移
| 2005年（平成17年） | 3,155人 | [ 8 ]  |  |
| 2010年（平成22年） | 3,623人 | [ 9 ]  |  |
| 2015年（平成27年） | 3,722人 | [ 10 ] |  |

## 学区
市立小・中学校に通う場合、学校等は以下の通りとなる。また、公立高等学校に通う場合の学区は以下の通りとなる。
| 丁目         | 番・番地等 | 小学校                 | 中学校                 | 高等学校 |
| ------------ | ---------- | ---------------------- | ---------------------- | -------- |
| 亀が洞一丁目 | 全域       | 名古屋市立熊の前小学校 | 名古屋市立神の倉中学校 | 尾張学区 |
| 亀が洞二丁目 | 全域       | 名古屋市立熊の前小学校 | 名古屋市立神の倉中学校 | 尾張学区 |
| 亀が洞三丁目 | 全域       | 名古屋市立熊の前小学校 | 名古屋市立神の倉中学校 | 尾張学区 |

## 交通
- 愛知県道36号諸輪名古屋線

## 施設
- 名古屋市立熊の前小学校
- 名古屋徳重郵便局

## その他

### 日本郵便
- 郵便番号 : 458-0804[4]（集配局：緑郵便局[13]）。